# Sara Tancredi
Sara Tancredi Scofield es un personaje ficticio de la serie de televisión estadounidense de la Cadena FOX, Prison Break interpretado por la actriz Sarah Wayne Callies.
Su papel principal en la primera temporada es el de la doctora de la prisión y el interés amoroso del protagonista, Michael Scofield (Wentworth Miller). A medida que la temporada avanza, el papel de Sara se amplía con su participación en la trama principal. En la segunda temporada, su papel se hace más notorio pasando a ser uno de los principales personajes de la serie.
Criada en Chicago, los deseos de Sara Tancredi de ser médico comenzaron cuando era muy joven. Durante su paso por la Northwestern University, conoció los trabajos de Mahatma Gandhi y decidió dedicarse a labores humanitarias, lo que más tarde influiría en su decisión de trabajar en la Penitenciaría Estatal Fox River, además de la oferta que le hiciera Bellick, en ocasión de comentarle que había un puesto vacante en la prisión, justo cuando el guardiacarcel le tiraba un lance para salir con ella, después de una reunión de drogadictos anónimos. Otro factor que contribuyó a su actual ocupación fue su adicción a la morfina, que culminó en la incapacidad para ayudar a un muchacho después de ser atropellado al estar colocada, hecho que fue desvelado en el episodio retrospectivo de la primera temporada, «Brother´s Keeper».
A sus 28 años, la doctora Sara Tancredi es uno de los pocos médicos que trabajan en Fox River. Su trabajo es una fuente constante de preocupación para su padre ya que Sara es la única hija del Gobernador de Illinois, Frank Tancredi (John Heard). Debido a la agitada carrera política de su padre y la creencia que son muy diferentes, ella no tiene una estrecha relación con él. En el episodio «Enterrado», se sabe que su madre ya ha muerto.

## Apariciones
Como uno de los principales personajes de la serie, ha aparecido en casi todos los episodios, excepto en los de la segunda temporada «Otis» y «John Doe». En la primera temporada, Sara destaca sobre todo en escenas con Michael Scofield, mientras en la segunda temporada, Sara principalmente ha aparecido en escenas con Frank Tancredi, Paul Kellerman (Paul Adelstein) o sola.
Después de la muerte del personaje interpretado por Robin Tunney, Veronica Donovan, Sara Tancredi se convirtió el único personaje principal femenino.

## Primera temporada
Desde su primer encuentro en el episodio piloto, Sara sintió que Michael era diferente a los otros prisioneros. Después de comprobar sus datos académicos, se quedó sorprendida al saber que había terminado la carrera con un doctorado. En el episodio «Allen», ella se da cuenta del nerviosismo de Michael y le hace unas pruebas para confirmar su diabetes. Sin embargo, comprueba que todo va correcto al pasar el test (solo porque Michael previamente ha tomado PUGNAc, un remedio mediante el cual bloqueaba el efecto de la insulina que le inyectaba la doctora, aumentando su nivel de azúcar en sangre).
En las siguientes visitas de Michael a la enfermería, Sara sutilmente esquiva sus tentativas de encanto hacia ella. Cuando fue requerida para realizar un chequeo médico a Lincoln Burrows (Dominic Purcell), ella descubre que este es hermano de Michael.
Durante los disturbios iniciados en el episodio «Riots, Drills and the Devil, parte 1», Sara se ve atrapada sola en la enfermería rodeada con prisioneros dispuestos a violarla. Michael la rescata al acceder a la enfermería por unos conductos sobre el falso techo. Él le indica que sabía de ese camino debido a un trabajo previo realizado con la IP (Industria Penitenciaria) para limpiar a fondo los conductos. Sara más tarde averigua que él le mintió lo que la anima más a tratar de entender que le llevó a robar un banco y terminar en prisión. Ella intenta buscar pistas sobre el trasfondo de Michael y, aunque sabe que hay algo sospechoso, no puede dejar de sentirse atraída por él.
Sara descubre que Michael recibe una visita conyugal de su «esposa» en el episodio «And Then There Were 7» lo que le hace sentirse celosa y distanciarse de él. Sin embargo, ella sigue ayudando a Michael en episodios siguientes a pesar de su relación. El día de la ejecución de Lincoln Burrows en el episodio «The Rat», Sara fue a ver a su padre para pedirle que repasara el caso de Lincoln después de Michael se lo pidiera. Su relación con Michael se hace más estrecha y ellos, en última instancia, comparten un beso en la enfermería en el episodio «The Key». Sin embargo, tras descubrir que Michael le ha robado unas llaves, ella vuelve a poner distancia. Cuando Michael, en el episodio «Tonight» le cuenta el plan de fuga, se ve en la disyuntiva de si debe ayudarle o no. Finalmente, ella vuelve por la noche a Fox River y deja abierta la puerta de la enfermería tal y como Michael le había pedido. Angustiada por lo que había hecho, Sara se inyecta una dosis de morfina que había cogido de la propia enfermería. Sospechosa de haber colaborado en la fuga, la policía irrumpe en su apartamento con una orden y la encuentra al borde de la muerte tras una sobredosis de morfina.

## Segunda temporada
En la segunda temporada su padre es asesinado e intentan matarla. Por lo que vuelve a tener contacto con Michael. Luego es torturada por Paul Kellerman, ya que este buscaba algo que Tancredi tenía pero logra huir, luego de idas y vueltas en las que se encuentra con el agente Mahone del FBI es arrestada. Sin embargo, más tarde, logra escaparse a Panamá con Michael Scofield y Lincoln Burrows.

## Tercera temporada
En la tercera temporada ella está en Panamá, Lincoln va en su busca y recibe una llamada de su hijo, LJ, diciendo que está con Sara. Para su sorpresa, en el punto de reunión, en lugar de encontrarse con su hijo hay una enviada por La Compañía, que le dice que tiene a Sara y a LJ. Michael y Lincoln descubren dónde se encuentran Sara y LJ debido a una foto que hizo tomar Burrows a Sara y LJ, Burrows intenta salvarlos pero cuando llegan agentes de la Compañía escapan con ellos. Susan maltrata de la peor forma a Tancredi, dejándole marcas en la espalda. Ese día la agente Susan Anthony contacta a Burrows y le dice que le ha dejado un regalo en el garaje del hotel. Cuando Burrows abre la caja, se encuentra con la cabeza decapitada de Sara.
Según el productor ejecutivo Matt Olmstead, a pesar de que, los escritores, el canal, y la misma Callies querían que se quedara en la serie, el personaje fue asesinado.
Sarah Callies declaró en una entrevista en la revista TV Guide:

Por mucho que tratamos, los productores de Prison Break y yo no pudimos encontrar una manera de hacer coincidir la historia de la serie con las necesidades de mi familia. Nos despedimos deseándonos el bien entre todos. Pasé un tiempo maravilloso trabajando con un equipo creativo y tengo mucho respeto hacia ellos; estoy enormemente agradecida, he sentido su gran amabilidad y apoyo, y espero que sigan disfrutando del espectáculo.

## Cuarta temporada
En la última temporada se revela que ella sigue viva ya que pudo escapar del lugar donde se encontraba secuestrada y la cabeza que Susan le dejó a Lincoln era de otra mujer. Sara se reencuentra con Michael y se une al equipo que esta arma para encontrar las tarjetas de Scylla, para ganar el indulto y la exoneración. Ayuda en varias ocasiones. Vuelve a verse con Gretchen pero al parecer puede perdonar lo que le hizo. Queda embarazada de Michael y finalmente se casan. Luego entra a prisión por asesinar a la madre de Scofield, quien estaba a punto de asesinar a su hijo, pero Michael idea un plan y logra sacarla de allí, perdiendo su vida a cambio de salvar a su chica. Unos años después, Sara junto a su hijo de cinco años, Lincoln, Sucre y Mahone se dirigen al cementerio a visitar la tumba de Michael Scofield.